# Azize Tank

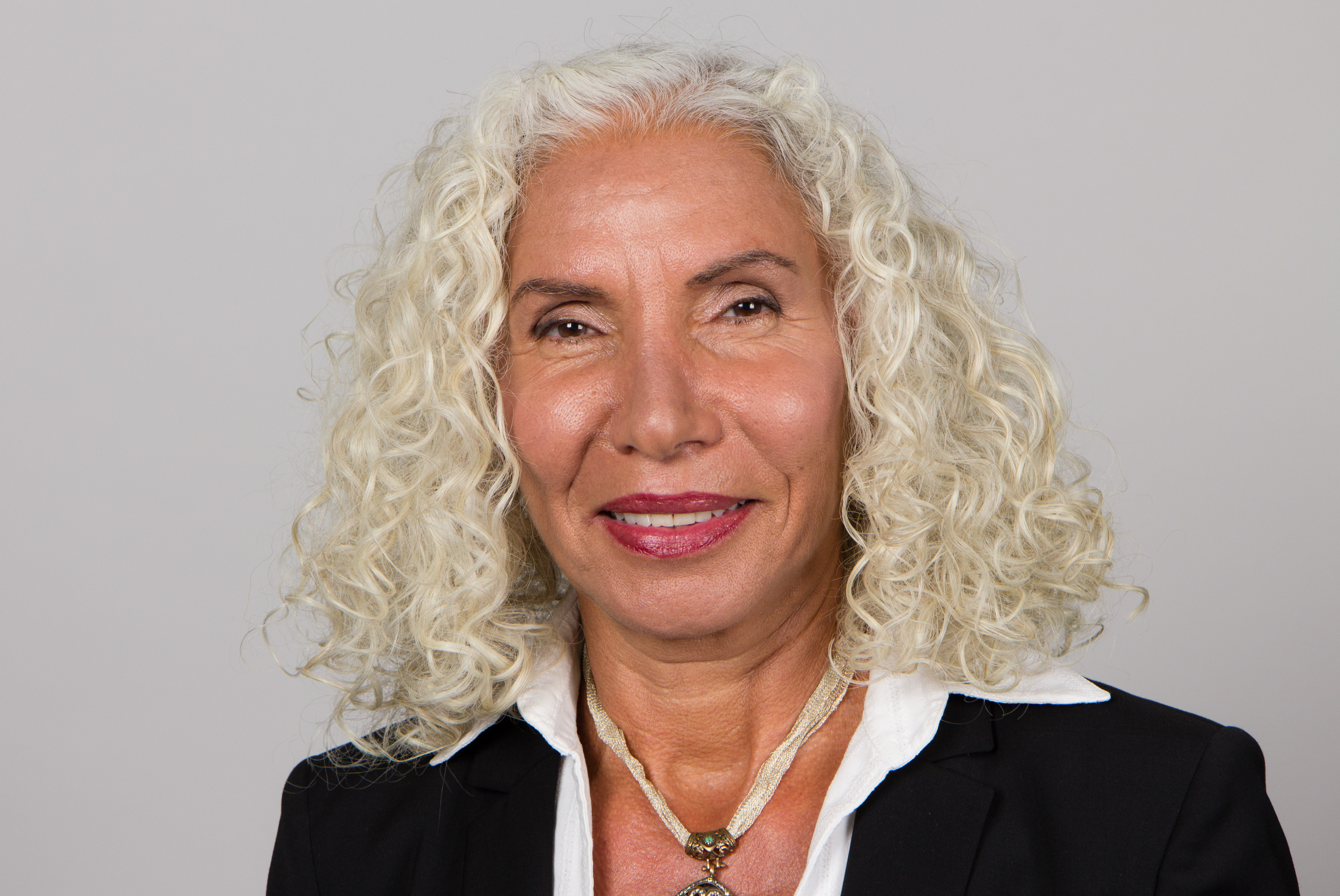
Azize Tank (2014)

Azize Tank (* 1. Januar 1950 in der Türkei) ist eine türkisch-deutsche Politikerin (parteilos). Sie war von 1990 bis 2009 Migrationsbeauftragte im Berliner Bezirk Charlottenburg-Wilmersdorf und war von 2013 bis 2017 Bundestagsabgeordnete der Partei Die Linke.

## Leben
Azize Tank arbeitete nach ihrer Schulausbildung als Beamtin in der Postverwaltung in Istanbul. Seit 1972 lebt sie in Deutschland. Zunächst arbeitete sie für ein Jahr in einer Porzellanfabrik in der Oberpfalz/Bayern. Auf dem zweiten Bildungsweg absolvierte sie in Berlin eine Zusatzausbildung zur Sozialarbeiterin. Schwerpunktmäßig arbeitete sie hier mit Kindern und Jugendlichen mit Migrationshintergrund zusammen, bis sie von 1990 bis 2009 als Migrationsbeauftragte von Charlottenburg-Wilmersdorf tätig war.
Von Anfang an war sie als Aktivistin in der West-Berliner Frauen- und Friedensbewegung aktiv. So war sie Gründerin, Vorstandsmitglied, Vorsitzende oder Sprecherin unter anderem im Türkischen Frauenverein, im Westberliner Komitee für die Rechte der Frau, im Türkischen Bund Berlin-Brandenburg, in der Berliner Initiative gegen Gewalt gegen Frauen. Als Migrationsbeauftragte gründete sie mit Unterstützerinnen und Unterstützern das „Pangea-Haus“, ein Interkulturelles Begegnungszentrum des Bezirksamtes Charlottenburg-Wilmersdorf.
Tank ist verheiratet und hat zwei erwachsene Töchter. Zusammen mit ihrem Mann, dem Rechtsanwalt Hans-Eberhard Schultz, gründete sie 2011 die Eberhard-Schultz-Stiftung für soziale Menschenrechte und Partizipation, die es sich zur Aufgabe gemacht hat, die sozialen Menschenrechte im Sinne des internationalen Pakts über wirtschaftliche, soziale und kulturelle Rechte von 1966 zu stärken. Sie ist Vorstandsmitglied der Stiftung.
Ihr Leben war neben anderen Frauen eine wesentliche Anregung zum Roman „Die Optimistinnen“ (2022) ihrer Tochter Gabriele Gün Tank (* 1975).

## Abgeordnete
Bei der Bundestagswahl 2013 kandidierte die parteilose Azize Tank im Wahlkreis Berlin-Tempelhof – Schöneberg und zog über die Berliner Landesliste der Partei Die Linke in den 18. Deutschen Bundestag ein. Sie war ordentliches Mitglied im Ausschuss für Arbeit und Soziales und stellvertretendes Mitglied im Unterausschuss Auswärtige Kultur und Bildungspolitik sowie im Ausschuss für Bildung, Forschung und Technikfolgenabschätzung. Für ihre Fraktion war sie Sprecherin für soziale Menschenrechte und Mitglied im Arbeitskreis I Soziales, Gesundheit und Rente der Linksfraktion.
2013 erhielt Tank einen Drohbrief von dem NPD-Kreisvorsitzenden Jan Sturm, in dem er ihr nahelegte, aus Deutschland auszureisen. Sie ging gerichtlich gegen diese Drohung vor. Das Berliner Kammergericht verbot Ende 2015 Sturm seine so genannte „Ausreiseforderung“ weiter zu verbreiten.